# Приниатикос Пиргос
Приниатикос Пиргос (на гръцки: Πρινιάτικος Πύργος) е антично селище в източната част на остров Крит, Гърция, в областна единица Ласити. Разположено е на самия нос на полуострова, на брега на морето в широк и дълбок залив. На около 1 km южно от него се намира село Кало Хорио, а най-близкият голям град е Агиос Николаос - на 6,5 km северно от древния град.
Селището е основано около 3000 г.пр.н.е. по времето на минойската цивилизация и се развива и през следващите исторически епохи - елинистичната, римската, византийската, оцелява също по време на венецианското и османското господство на острова. Още през 1912 г. археоложката Едит Хол от Пенсилванския университет извършва тук някои разкопки, а от 2007 г. на територията на древния град се провеждат постоянни археологически разкопки. Намерени са голям брой артефакти, сред които фина минойска керамика с ярки контрастни цветове и глазура и каменни вази